# Odontocolon indicum
Odontocolon indicum är en stekelart som beskrevs av Dali Chandra 1978. Odontocolon indicum ingår i släktet Odontocolon och familjen brokparasitsteklar. Inga underarter finns listade i Catalogue of Life.